# Batalla de Vugledar
La batalla de Vugledar fue un enfrentamiento militar parte de la batalla del Dombás durante la invasión rusa de Ucrania, alrededor de la ciudad de Vugledar en el oeste del óblast de Donetsk, cerca de los límites de facto entre Ucrania y la República Popular de Donetsk (RPD), la batalla terminó el 1 de octubre de 2024 con victoria rusa.

## Preludio

### marzo-junio
A principios de marzo, las fuerzas rusas y de la RPD capturaron la ciudad de Volnovaja y comenzaron a cimentar un sitio en Mariúpol, conectando con las tropas en el óblast de Zaporiyia y apoderándose efectivamente de gran parte de Ucrania meridional. En Vugledar, justo al norte de Volnovaja, las fuerzas ucranianas prepararon defensas mientras las fuerzas rusas acumulaban tropas para atacar la ciudad el 13 y 14 de marzo de 2022. La línea del frente se estancó durante el resto de marzo y principios de abril. El 6 de abril, las fuerzas rusas bombardearon un almacén humanitario en Vugledar, matando a dos personas e hiriendo a cinco.
Las fuerzas rusas y de la RPD también lanzaron una ofensiva hacia Vugledar y Kurajovo el 16 de mayo, aunque sin éxito. Hasta junio, gran parte de la lucha se limitó a batallas aéreas y de artillería prolongadas cerca de la ciudad. Un soldado ucraniano murió durante estas batallas.

### Julio-agosto y ofensiva reivindicada
Durante gran parte de julio, se produjeron bombardeos esporádicos y ofensivas ocasionales cerca de Vugledar. Rusia y las fuerzas de la RPD intentaron dos avances el 12 y el 18 de julio, sin éxito. El 10 de agosto, las fuerzas rusas bombardearon fuertemente Vugledar y los asentamientos circundantes e intentaron lanzar una ofensiva, pero fracasaron.
El 14 de agosto, los canales prorrusos de Telegram y los medios estatales rusos afirmaron que la RPD y las fuerzas rusas habían atravesado la línea de defensa ucraniana cerca de Vugledar después de una exitosa contraofensiva. Los medios estatales rusos también afirmaron que los ataques en los cuatro días anteriores habían desgastado al ejército ucraniano en el área, causando grandes pérdidas de personal y equipo.
Los días 27 y 28 de agosto, las fuerzas rusas lanzaron ataques terrestres limitados al oeste y suroeste de la ciudad de Donetsk en dirección a Vugledar (3 km al noroeste de Pavlivka) en paralelo con una ofensiva en la ciudad de Marinka (15 km al oeste de la ciudad de Donetsk).

### Septiembre y el contraataque ucraniano
Las fuerzas rusas también lanzaron un ataque terrestre limitado el 1 de septiembre alrededor de Vodyane, a unos 35 km al suroeste de la ciudad de Donetsk y cerca de la carretera que va de Vugledar a Marinka. Las fuerzas rusas continuaron durante los días siguientes con bombardeos y ataques aéreos de rutina contra posiciones ucranianas en el área entre la ciudad de Donetsk y la frontera con el óblast de Zaporiyia. El 21 de septiembre, el Ministerio de Defensa de Rusia anunció que las fuerzas ucranianas habían lanzado un contraataque terrestre fallido cerca de Pavlivka, al sur de Vugledar, y que los rusos habían lanzado un ataque terrestre fallido. Las fuerzas rusas estaban realizando ataques de artillería en una carretera no especificada hacia Vodyane, posiblemente la carretera T0524 o T0509 o la carretera Slavne-Vodyane. La fuente rusa también afirmó que las fuerzas ucranianas estaban desplegando grandes cantidades de equipo hacia Vugledar. A fines de septiembre, las fuerzas rusas libraron batallas posicionales tácticas sin mucho éxito. La parte rusa expresó su preocupación de que las fuerzas ucranianas pudieran llevar a cabo ataques terrestres en Vugledar en los próximos días como los del oblast de Járkov.

### Batallas posicionales de octubre
Las fuerzas ucranianas rechazaron los ataques terrestres rusos en Vugledar el 5 de octubre después de que las tropas rusas intentaran romper el frente después de prolongadas batallas posicionales. El Ministerio de Defensa ruso anunció el 8 de octubre que las fuerzas rusas repelieron un contraataque ucraniano en la región de Vugledar y que las fuerzas ucranianas lanzaron una contraofensiva en las áreas occidentales de la región de Donetsk. Las fuerzas rusas continuaron la lucha posicional a lo largo de la línea de contacto en el área de Vugledar el 9 y 10 de octubre. El 19 de octubre, la lucha posicional continuó en el área de Vugledar, y la parte rusa expresó su preocupación de que las fuerzas ucranianas pudieran lanzar una gran contraofensiva en el área de Vugledar. El 25 de octubre, el Estado Mayor ucraniano informó que las fuerzas rusas continuaron participando en combates posicionales con un aumento de los ataques de artillería a lo largo de la línea de contacto en las cercanías de Vugledar.

### Batalla de Pavlivka (29 de octubre - 2 de noviembre)
En la noche del 28 al 29 de octubre, las fuerzas rusas lanzaron un ataque ofensivo masivo contra Vugledar. Las fuerzas rusas lanzaron ataques hacia Pavlivka desde posiciones en el sur cerca de Yehorivka y desde el este cerca de Mikilska. Fuentes rusas afirmaron que las fuerzas rusas habían destruido la primera línea de defensa ucraniana y entraron en las afueras del sureste de Pavlivka en la tarde del 29 de octubre. El 30 de octubre, fuentes rusas informaron que las fuerzas rusas habían capturado Pavlivka. Algunas fuentes rusas afirmaron que las fuerzas rusas controlaban solo la mitad de Pavlivka a partir de la noche del 30 de octubre. El Estado Mayor ucraniano no informó haber repelido los ataques rusos en el área como suele hacer, lo que podría indicar que las afirmaciones rusas son ciertas. El 31 de octubre, las fuerzas rusas que operaban alrededor de Novomijailivka no lograron avances significativos. El 1 de noviembre, las fuerzas rusas continuaron con las operaciones ofensivas al suroeste de la ciudad de Donetsk. Las tropas rusas realizaron operaciones ofensivas en dirección a Novopavlivka (la ruta operativa utilizada para las actividades en la región occidental de Donetsk), pero no ofrecieron más información sobre dónde se llevaron a cabo las operaciones ofensivas. El Primer Viceministro de Información de la República Popular de Donetsk, Daniil Bezsonov, afirmó que los combates se intensificaron en dirección a Vugledar el 1 de noviembre y afirmó que las fuerzas rusas están tratando de capturar Pavlivka (45 km al suroeste de Donetsk) y Novomijailivka (25 km), al suroeste de Donetsk, mientras que las fuerzas ucranianas intentan mantener la orilla izquierda del río Kaslihach y se reagrupan alrededor de Vugledar. Bezsonov indicó que esta ofensiva probablemente tenía la intención de rodear al grupo ucraniano en Vugledar, pero señaló que la captura de Vugledar probablemente le costaría a las fuerzas rusas. En los días siguientes, las fuerzas rusas continuaron luchando ferozmente por los límites del norte de Pavlivka. El objetivo principal de esta ofensiva rusa era cortar la carretera principal Vugledar-Marinka y escalar los feroces combates por Marinka que se intensificaron a fines de octubre, rodear Marinka desde el oeste y rodear ese fuerte bastión ucraniano (desde donde Donetsk estaba bombardeado durante ocho años). El 2 de noviembre, las fuerzas ucranianas retiraron fuerzas adicionales de la dirección de Krasnogórivka y reforzaron posiciones defensivas en el norte de Pavlivka con el objetivo de detener el avance ruso hacia Vugledar. El 2 de noviembre, las tropas rusas llevaron a cabo ataques con misiles y municiones merodeadoras Shahed-136 en Vugledar contra instalaciones de infraestructura ucranianas y Vodiane.

## Batalla

### Enero
Las fuerzas rusas lanzaron una ofensiva en Vugledar (28 km al suroeste de la ciudad de Donetsk) el 24 de enero. Según los círculos militares occidentales y ucranianos, esta información probablemente tenía la intención de crear narrativas positivas para distraer la atención de la falta de progreso en Bajmut que Rusia tropas formadas tras la toma de Soledar. Otros miembros de los mismos círculos militares interpretaron esta ofensiva como el objetivo final de lanzar una ofensiva rusa más amplia desde el sur en dirección a la ciudad de Zaporiyia, con el objetivo principal de atacar a las fuerzas ucranianas por la espalda y desbloquear la ciudad de Donetsk. Los miembros de la 155.a Brigada de Infantería Naval de la Flota del Pacífico atravesaron las defensas ucranianas en el área de Vugledar y avanzaron al norte de Pavlivka (32 km al suroeste de Avdíivka) y al oeste de Mikilska (27 km al suroeste de Avdíivka). El primer oficial adjunto de información del DNR, Danil Bezsonov, afirmó que el batallón «Kaskad» de la RPD también participó en operaciones ofensivas en el área de Vugledar. Los blogueros rusos afirmaron que las fuerzas rusas continuaron sus operaciones ofensivas hacia Vugledar y también cerca de Velika Novosilka (55 km al suroeste de la ciudad de Donetsk) donde las tropas rusas comenzaron operaciones ofensivas a mediados de diciembre de 2022.
En la noche del 24 al 25 de enero, miembros de la 155.a Brigada de Infantería Naval y la 7.ª Formación Táctica Operacional de la República Popular de Donetsk (DNR) avanzaron al sureste de Vugledar, y los intensos combates continuaron cerca del asentamiento del sureste para asaltar Vugledar. El 25 de enero, las fuerzas rusas continuaron su ofensiva en Vugledar, y un oficial militar ucraniano informó que elementos rusos de las Brigadas de Infantería Naval 155 y 40 de la Flota del Pacífico intentaron avanzar al norte de Pavlivka (4 km al sur de Vugledar) y al oeste de Mikilska (27 km al suroeste de Avdíivka). El 25 de enero, las fuerzas rusas empujaron a las fuerzas ucranianas desde posiciones al sur de Vugledar y avanzaron hacia las afueras del sur del asentamiento. ISW evaluó previamente que las fuerzas rusas pueden estar realizando ofensivas localizadas al suroeste y al oeste de Vugledar con el objetivo de rodear la ciudad o colocar a Vugledar en un semi-cerco operativo. Durante el día, las fuerzas rusas comenzaron una serie de operaciones ofensivas localizadas en el área de Vugledar con el objetivo de limitar posibles futuras operaciones de contraofensiva ucraniana.
Al día siguiente, las tropas rusas cortaron la carretera Pokrovske-Vugledar que va desde Pokrovske (75 km al noroeste de Vugledar) hasta Vugledar, lo que probablemente significa que fuentes rusas han reclamado el control de una sección de la carretera T0509 Velika Novosilka-Pavlivka que va hacia el sur. de Vugledar desde mediados de noviembre de 2022. En las horas de la tarde del 26 de enero, las fuerzas rusas rompieron las defensas ucranianas en las afueras del sur de Vugledar, iniciando un asalto a la ciudad, donde tomaron posiciones en Vugledar desde el lado este del ciudad. En el lado occidental de la ciudad, las fuerzas ucranianas rechazaron los ataques y detuvieron el avance ruso.
El 27 de enero, las tropas ucranianas repelieron un ataque ruso en la parte occidental de Vugledar, y el día anterior, las tropas rusas capturaron el suburbio de Mikilska, en las afueras del sureste de Vugledar. Durante el día, continuaron los feroces combates en las afueras de Vugledar, especialmente en las afueras del sureste y este del asentamiento, donde las tropas rusas estaban atrincheradas en esa parte. Durante el día, las tropas rusas bombardearon Vugledar con el sistema termobárico TOS-1A. El uso de un activo de artillería a nivel de un distrito militar sugiere que el comando ruso puede estar priorizando un avance en el área de Vugledar. Las fuerzas ucranianas trajeron serios refuerzos desde la dirección de Pokrovsk.

### Febrero
A principios de febrero, surgieron videos de Vugledar que supuestamente mostraban una columna rusa destruida cerca de la ciudad. En un asalto ruso alrededor del 6 de febrero se vio 30 tanques y otras armas pesadas destruidas por la artillería ucraniana. En una entrevista realizada por RFE/RL, los familiares de los soldados muertos afirmaron que muchos voluntarios tártaros del Batallón Alga murieron en el ataque del 6 de febrero. Estas grandes pérdidas hicieron que las principales unidades de combate en Vugledar se transfirieran a la 72.ª Brigada Motorizada de Fusileros, compuesta predominantemente por tártaros. El alcalde delegado de la ciudad, Maksym Verbovsky, declaró que las tropas rusas intentaban rodear la ciudad por dos lados, habiendo avanzado hacia las aldeas cercanas aunque las defensas ucranianas las obligaron a retroceder.
Se inició una ofensiva rusa contra la línea defensiva ucraniana durante la segunda semana de febrero. El 8 de febrero, una ofensiva de tanques, vehículos de combate de infantería e infantería fracasó con grandes pérdidas, incluida la pérdida de casi treinta vehículos blindados, vehículos de infantería y tanques. El ejército ucraniano anunció que casi toda la 155ª brigada de infantería naval de Rusia fue destruida y Rusia perdió ciento treinta unidades de equipo, incluidos treinta y seis tanques. En el mismo anuncio, también afirmaron que los rusos estaban perdiendo entre ciento cincuenta y trescientos infantes de marina por día en la batalla. El general Rustam Muradov, comandante del Distrito Militar del Este y de la ofensiva de Vuhledar fue criticado por no lograr el objetivo. El 15 de febrero, Ben Wallace, Secretario de Estado de Defensa británico, dijo que más de mil soldados rusos habían muerto en solo dos días y que una brigada rusa completa había sido efectivamente «aniquilada».
El Instituto estadounidense para el Estudio de la Guerra (ISW por sus siglas en inglés) evaluó que entre el 15 y el 23 de febrero, las fuerzas rusas continuaron lanzando ataques contra Vugledar, aunque sin cambios territoriales significativos. El ISW también afirmó que elementos de la 155.ª Brigada de Infantería Naval se negaron a participar en algunos asaltos. A fines de febrero, las tropas rusas habían perdido tantos tanques y vehículos que cambiaron hacia los ataques de infantería en la ciudad. En declaraciones al New York Times, Vladislav Bayak, comandante de la 72.ª Brigada Mecanizada, afirmó que muchos contraataques ucranianos se realizan emboscando a los vehículos rusos con drones o esperando hasta que los tanques estén dentro del alcance de los misiles antitanque ucranianos.